# 郭種德
郭種德（？—？），字邁庵，山東東昌府恩縣（今屬平原縣）人，清朝政治人物，同進士出身。

## 生平
郭種德幼年孤貧，服侍祖母，以孝順聞名。道光十二年（1832年）壬辰恩科舉人，二十七年（1847年）中式丁未科張之萬榜三甲進士。以知縣分發湖北，歷署京山縣、監利縣知縣，所至政績有聲。道光二十九年（1849年）任己酉科湖北鄉試同考官。後授嘉魚縣知縣，當時值咸豐三年（1853年），太平軍氣勢正盛，當地土匪熊光宇趁機起事。因嘉魚縣沒有城牆，郭種德率軍在縣東三十里扼守險要迎敵，不料熊光宇繞道入城，劫獄焚署，種德聞訊返回，土匪已遁去，其子女均遇害。即日，種德率兵直搗賊穴，捉拿盜匪，按名治罪。
郭種德為官清廉，還鄉時，隨身僅有一車一僕及書籍數篋。清末《重修恩縣志》有傳。

## 著作
郭種德曾批註程甲本《紅樓夢》。1990年代，批註本在平原縣圖書館再現，成為紅學研究的重要資料，並被列入《山东省珍贵古籍名录（第一批）》。